# Gutweiler
Gutweiler település Németországban, Rajna-vidék-Pfalz tartományban. Lakosainak száma 764 fő (2023. december 31.).

## Népesség
A település népességének változása:
| Lakosok száma | 411  | 642  | 636  | 740  | 750  | 764  |
|               | 1975 | 2017 | 2019 | 2021 | 2022 | 2023 |